# Arrondissement Forbach
Forbach was tot 1 januari 2015 een arrondissement van het Franse departement Moselle in de regio Lotharingen toen het aangrenzende arrondissement Boulay-Moselle werd opgeheven en de 96 gemeenten werden toegevoegd aan dit arrondissement, dat aansluitend omgedoopt werd in het huidige arrondissement Forbach-Boulay-Moselle. De onderprefectuur is nog altijd Forbach.

## Kantons
Het arrondissement is samengesteld uit de volgende kantons:
- Kanton Behren-lès-Forbach
- Kanton Forbach
- Kanton Freyming-Merlebach
- Kanton Grostenquin
- Kanton Saint-Avold-1
- Kanton Saint-Avold-2
- Kanton Stiring-Wendel